# Theresa Frostad Eggesbø
Theresa Frostad Eggesbø, född 28 december 1998 i Oslo, är en norsk skådespelare.
Frostad Eggesbø har bland annat medverkat i TV-serierna Titanic: Blood and Steel, Who is Erin Carter? och Andor.

## Filmografi (i urval)
- 2016 – Skam (TV-serie)
- 2017 – Kometen
- 2020–2023 – Ragnarök (TV-serie)